# Contea di Tishomingo
La contea di Tishomingo ( in inglese Tishomingo County ) è una contea dello Stato del Mississippi, negli Stati Uniti. La popolazione al censimento del 2000 era di 19 163 abitanti. Il capoluogo di contea è Iuka.